# Johan Bleeker
Johan Bleeker (Schoterland, 24 april 1906 - Heerenveen, 28 januari 1997) was tijdens de Tweede Wereldoorlog een Nederlandse verzetsstrijder.
Bleeker was schoenmaker in Heerenveen. Samen met zijn vrouw, Fokje Bleeker-Dijkstra huisvestte hij gedurende de gehele oorlog vele vaak Joodse onderduikers vanuit heel Nederland in hun huis-schoenmakerij aan de Tjepkemastraat 22 in Heerenveen. Een van de bekendste hiervan was Letty Rudelsheim van de verzetsgroep van Joop Westerweel die in 1942 enige tijd bij hen ondergedoken zat. Het echtpaar ontving hiervoor in 1981 de Jad Vasjem-onderscheiding.